# Joan Bocher
Joan Bocher, död 2 maj 1550 i London, var en engelsk anabaptist som blev avrättad för kätteri under reformationen i England.  Hon tillhör de mer kända offren för den religiösa förföljelsen under denna period. Hon var vid sidan av George van Parris en av endast två personer som avrättades för kätteri under Edvard VI:s regeringstid. 
Joan Bochers ursprung och bakgrund är okänd. Hon var under 1530-talet bekant inom kolonin av anabaptister i Kent, som hade flytt undan förföljelse i Nederländerna, och blev känd bland reformatorer i Canterbury. 
Hon åtalades första gången för att ha ifrågasatt sakramentet, men släpptes på order av Thomas Cranmer och Christopher Nevinson. År 1548 arresterades hon för andra gången för att i egenskap av anapbaptist ha ifrågasatt idén om Kristus himmelska kött. Hon dömdes skyldig i april 1549. Under ett års fängelse försökte ett flertal predikanter utan framgång övertala henne att återta sin åsikt. Thomas Cranmer övertalade till slut kungen att signera hennes dödsdom. John Foxe bad John Rogers använda sitt inflytande för att rädda henne, men Rogers ansåg att bränning var ett "tillräckligt milt" straff för kätteri. Avrättningen gick i verkställighet och hon brändes levande på bål. 
Robert Parsons uppgav år 1599 att han hade hört, vid hennes rättegång, att hon varit personligen bekant med Anne Askew och smugglat Tyndales översättning av Nya testamentet in i England och in till kungliga hovet dold under sina kjolar. 